# La Caillère-Saint-Hilaire
 La Caillère-Saint-Hilaire  es una población y comuna francesa, en la región de Países del Loira, departamento de Vendée, en el distrito de Fontenay-le-Comte y cantón de Sainte-Hermine.

## Demografía
| 1280 | 1228 | 1218 | 1171 | 1088 | 1080 |
| Para los censos de 1962 a 1999 la población legal corresponde a la población sin duplicidades (Fuente: INSEE [Consultar]) |      |      |      |      |      |